# Wiktor Sumiński
Wiktor Sumiński, pseudonim „Kropidło” (ur. 28 lipca 1921, zm. 4 marca 2018 w Gryficach) – polski żołnierz podziemia niepodległościowego w czasie II wojny światowej oraz powojennego podziemia antykomunistycznego, podporucznik WP w stanie spoczynku.

## Życiorys
Był najmłodszym z dziewięciorga dzieci. Przed wybuchem II wojny światowej ukończył czteroklasową szkołę powszechną. W czasie okupacji działał w konspiracji w ramach ZWZ-AK. Był zaangażowany w kolportaż prasy konspiracyjnej, obserwację osób podejmujących współpracę z okupantem oraz zbieranie broni. Od 1945 działał w ramach podziemia antykomunistycznego w oddziale Ruchu Oporu Armii Krajowej w powiecie gostyńskim. Był członkiem grupy „Rybitwa” dowodzonej przez Władysława Dubielaka ps. „Myśliwy”. Został aresztowany w styczniu 1947 i po półrocznym, brutalnym śledztwie skazany na karę śmierci, zamienioną po amnestii na 10 lat więzienia. Sumiński wolność odzyskał w styczniu 1957. Następnie osiadł w Prusimiu koło Reska, gdzie podjął pracę w Stacji Doświadczalnej Odmiany Roślin.
W kwietniu 2016 został awansowany do stopnia podporucznika WP w stanie spoczynku i odznaczony Krzyżem Kawalerskim Orderu Odrodzenia Polski.